# Solana Beach
Solana Beach är en stad (city) i San Diego County, i delstaten Kalifornien, USA. Enligt United States Census Bureau har staden en folkmängd på 13 060 invånare (2011) och en landarea på 9,1 km².